# Thorn (Bedfordshire)
Pour les articles homonymes, voir Thorn.
 (février 2025).
Si vous disposez d'ouvrages ou d'articles de référence ou si vous connaissez des sites web de qualité traitant du thème abordé ici, merci de compléter l'article en donnant les références utiles à sa vérifiabilité et en les liant à la section « Notes et références ».
Thorn est un hameau d'Angleterre situé dans le Central Bedfordshire, au nord d'Houghton Regis et Bidwell et au sud de Wingfield et Chalgrave. 